# Предак
Предак је крвни рођак, сродник по очевој или мајчиној линији у даљој прошлости. Као што има много назива за родбину и рођаке, српски језик познаје и много речи за претке у различитим степенима сродства. 
Најближи преци су баба и деда, њихови родитељи су прабаба и прадеда, пре њих чукунбаба и чукундеда (родитељи прабабе и прадеде, или бабини или дедини баба и деда, или мамини и татини прадеда и прабаба). 

## Вера и обичаји
Стари народи, укључујући Словене, имали су, пре примања хришћанства, развијен култ предака. Веровали су да после смрти душе предака одлазе на други свет, одакле се старају о потомцима. Многи елементи култа предака очували су се до данас, нарочито у погребним обичајима. У славском култу место митског претка заузео је хришћански светитељ. Уобичајено је да припадници истог рода имају исту славу.

## Уметност
Преци се приказују на породичном стаблу. Чувене су фреске са представом линије наслеђа средњовековне владарске породице Немањића у манастирима Високи Дечани, Грачаница, Пећка патријаршија.